# Barcelona Universitari Club
El Barcelona Universitari Club, más conocido por sus siglas, BUC, es un club de rugby de Barcelona (España). Fundado en 1929 como Rugby Club Universitari, es uno de los clubes de rugby más antiguos del país.

## Historia

### Los inicios
En el año 1929, un grupo de jugadores de diferentes equipos fundan el Rugby Club Universitario, con Ramón Eiximeno como presidente de la entidad. Su primer partido se disputó el 25 de diciembre del mismo año contra otro histórico del rugby catalán, la UE Santboiana. Al año siguiente, el equipo incorpora al Campeonato de Cataluña.
En 1930 se incorporan a la formación la mayor parte de jugadores de la Unión Deportiva de Estudiantes Católicos y el club cambia de nombre para pasar a llamarse Barcelona Universitari Club. El club se convierte en una sociedad deportiva multidisciplinaria, donde se practica atletismo, boxeo, tenis, hípica, etc. Con la creación de la Universidad Autónoma de Barcelona, el año 1933, el club pasa a depender de su Patronato, siendo el presidente el Sr. August Pi i Sunyer, entonces presidente del Comité Olímpico Español. En este periodo se organizan diversas giras por el extranjero que dan prestigio al club.
En 1934 se inicia la época dorada del club, que dura hasta el inicio de la guerra civil española. El BUC pasa a ser el Órgano Oficial Deportivo de la Universidad Autónoma. Al año siguiente se convierte en el órgano representativo del deporte universitario en Barcelona y, por extensión, en Cataluña.

### Posguerra
Después del cruento período que suponen los años de guerra, se trata de reorganizar el BUC, pero la oposición de las autoridades fascistas, representadas por el Frente de Juventudes y el Sindicato de Estudiantes Universitarios (SU), hace que esto no sea posible. Estas entidades absorben todas las secciones del club, así como todos los méritos y su documentación. A finales de la década siguiente, los antiguos jugadores fundadores encabezados por Zarraluqui y Ciscar, inician la nada fácil labor de ir levantando el club. Significativos cambios caracterizan este periodo: el BUC modifica su denominación para pasar a llamarse Barcelona Unión Club. Se cambia el tradicional uniforme de color blanco, para uniformes totalmente negros. En esta etapa el club limita sus acciones en la sección de rugby, siendo esta la única disciplina que se practica actualmente.
En el periodo que va de los años 50 a los 60, el BUC, con Julio Zarraluqui como presidente, se consolida tanto en el aspecto institucional como en el deportivo. Se obtienen dos subcampeonatos de 2 ª División Nacional y un campeonato en la misma categoría. Se consolidan las visitas a Cataluña de clubes extranjeros, así como la participación de la entidad en giras supera las de cualquier equipo de la época, jugando por toda Europa, incluidos los países de Europa del Este. En este período se crea el equipo de veteranos del club.
A finales de los 60 se inaugura un local social situado en las inmediaciones del Puerto de Barcelona, que sirve para dar localización física en el club. En 1971 se inicia una nueva etapa en la vida del club basado en el trabajo de base con la intención de crear un plantel que nutra los equipos senior en un futuro próximo y se crea el equipo juvenil. Fue en estos años que muerto Julio Zarraluqui, la presidencia pasa a manos de Kepa Uriarte.

### La Transición
Con el fin de la dictadura el Club continúa adelante y en 1979 se crean dos nuevas secciones, el equipo femenino, que tuvo un breve período de dos años y se empiezan a fundamentar las bases de lo que será la Escuela de Rugby. Con los cambios políticos del país consolidados, el equipo catalaniza su nombre, para pronto volver a adoptar su nombre primero, Barcelona Universitari Club. Con el ascenso a División de Honor, en el año 1987, se inicia una época de consolidación en la máxima categoría, donde se mantuvo varias temporadas y consiguió un subcampeonato de Copa del Rey. Las categorías inferiores, además, consiguen varios Campeonatos de Cataluña y vuelve a crearse la sección femenina del club.

### USAP-Barcelona
En 2002, el BUC firma un convenio de colaboración con el USAP de Perpiñán. Fruto de este acuerdo, el club toma el nombre de USAP-Barcelona y cambia su uniforme negro ya tradicional por los colores rojo y amarillo del club norte-catalán. En estos años, la desaparición definitiva de la sección de rugby del CN Montjuïc provoca la llegada de muchos jugadores con los que el Club coge un nuevo impulso. La sección inicia la transición hacia el profesionalismo, logrando en 2005 un nuevo ascenso a División de Honor
.

### Últimos años
En 2007 finaliza el proyecto del USAP-Barcelona y, coincidiendo con la salida de la entidad de muchos jugadores, el Club baja hasta categoría regional. Ese mismo año, con un grupo de jugadores muy jóvenes, el BUC gana el Campeonato de Cataluña sin perder ningún partido en Liga y se gana el ascenso a Primera Nacional.
Pero el BUC no jugará en esta categoría, ya que conseguirá un ascenso administrativo y vuelve a División de Honor B, categoría que defenderá hasta la temporada 2010-11.

## Otras secciones

### Rugby XIII
En 2009, coincidiendo con la primera edición del Campeonato de Cataluña de Rugby Liga, se crea el equipo de Rugby league. El BUC XIII ganará los dos campeonatos disputados hasta ahora (2009 y 2010) y aporta un gran número de jugadores a la Selección Catalana, que en 2009 disputó partidos oficiales contra Marruecos y Bélgica.

### Touch
En el año 2010 se funda la sección de Touch rugby. Aunque no se disputa un campeonato oficial, jugadores del BUC disputaron la Copa del Mundo de esta disciplina, celebrada en Escocia el pasado verano.

### Atletismo
A mediados de la temporada 2012-2013 se crea la sección de Atletismo, que participa en diversas carreras de asfalto, montaña y triatlones.